# Olcella
Olcella is een vliegengeslacht uit de familie van de halmvliegen (Chloropidae).

## Soorten
- O. cinerea (Loew, 1863)
- O. difficilis (Becker, 1912)
- O. finalis (Becker, 1912)
- O. parva (Adams, 1904)
- O. projecta (Malloch, 1913)
- O. provocans (Becker, 1912)
- O. punctifrons (Becker, 1912)
- O. pygmaea (Becker, 1912)
- O. quadrivittata (Sabrosky, 1935)
- O. submarginalis (Sabrosky, 1935)
- O. trigramma (Loew, 1863)